# Bytteforhold
Et lands bytteforhold er den relative pris på landets eksportvarer i forhold til prisen på de varer, landet importerer. Det kan fortolkes som det antal importvarer, der kan købes for én enhed af den gennemsnitlige eksportvare. Sjældnere anvendes det mere generelt til at sammenligne, hvor mange enheder af et gode, som man kan bytte sig til mod at betale med et andet gode.
En forbedring af et lands bytteforhold er alt andet lige til gavn for landet i den forstand, at det får råd til at importere flere varer for et givet eksportniveau.
Bytteforholdet omtales også somme tider som den reale valutakurs, der er defineret som det antal udenlandske varer, man kan købe for en indenlandsk produceret (gennemsnitlig) vare. Begrebet skal ses i sammenhæng med den nominelle valutakurs, som definerer, hvor mange udenlandske valutaenheder man kan købe for en indenlandsk valutaenhed (f.eks. hvor mange euro man kan købe for en krone).
Der er en sammenhæng mellem forbedringer i bytteforholdet og ændringer af konkurrenceevnen.